# Derriksita
La derriksita és un mineral de la classe dels òxids. Rep el nom per Jean-Marie François "Joseph" Derriks (1912-1992), geòleg belga i administrador de la Union Minière du Haut Katanga (UMHK).

## Característiques
La derriksita és un òxid de fórmula química Cu₄(UO₂)(SeO₃)₂(OH)₆·H₂O.
Segons la classificació de Nickel-Strunz, la derriksita pertany a «04.JG - Selenits amb anions addicionals, sense H₂O» juntament amb els següents minerals: prewittita, georgbokiïta, parageorgbokiïta, cloromenita, ilinskita, sofiïta, francisita, burnsita i al·localcoselita.

## Formació i jaciments
Va ser descoberta a la mina Musonoi, a la localitat de Kolwezi, dins els districte homònim de la província de Lualaba, a la República Democràtica del Congo. Posteriorment també ha estat descrita a Zálesí, a la localitat txeca de Javorník, a la regió d'Olomouc. Aquests dos indrets són els únics on ha estat descrita aquesta espècie mineral.